# 黒猫堂
有限会社黒猫堂（くろねこどう）は、歌手の椎名林檎が代表取締役を務める芸能事務所。シンボルマークはマスコットキャラクターも兼ねる椎名林檎の愛猫「ゲーテ」。椎名林檎の公式ファンクラブ「林檎班」の運営も行っている。もともとは椎名林檎の個人事務所だったが、その後彼女に関係するアーティストも所属するようになった。

## 沿革
- 2003年、東京都新宿区に設立[注 1]。3月20日より公式ウェブサイト「SR猫柳本線」を正式公開。
- 2005年、音楽ソフト事業に参入。これまでに椎名林檎のDVD『第一回林檎班大会の模様』（2007年）、『RINGO EXPO Professional Academic 2014』（2015年）や東京事変のDVD『Spa & Treatment』（2010年）などを発売している[注 2]。
- 2008年9月16日よりエキサイトと協力してモバイルサイト「SR猫柳本線ポケット」のサービスを開始する[1]。

## 概要
黒猫堂の設立は、椎名林檎が2001年にギタリスト弥吉淳二と婚約した際に前所属事務所ソリッドボンド（1998年9月から2001年9月30日まで所属）の社長だった中島理智と意見が食い違った事に端を発する。彼女は前事務所を辞める事を決意、そこのスタッフだった太田有美と共に黒猫堂を設立した。
2003年1月16日にはソリッドボンドから「立替金返還等」という名目で約3000万円を請求する訴訟が起こされるが、同年6月2日に黒猫堂もソリッドボンドに対し、椎名の楽曲に関する著作権の譲渡契約書を偽造したとして印税約4億円の返還訴訟を起こした。

## 所属アーティスト
- 椎名林檎
- 椎名純平
- 東京事変
- Dezille Brothers

### 過去に所属していたアーティスト
- ヒラマミキオ（2004 - 2005年）
- 刄田綴色（2004 - 2012年）

## 主要スタッフ
- 椎名林檎
  - 代表取締役。
- 太田有美
  - 前事務所から引き抜いたスタッフで、現在は椎名林檎ファンクラブ「林檎班」運営を行う「班長」を務める。
- 椎名英木
  - 黒猫堂の広報とウェブサイトの管理を担当。ウェブサイト内で一般向けコンテンツ「志まんノート」というコラムを執筆していた（2010年7月の投稿を最後に現在は更新が止まっている）